# Виденкеллер, Микаэль
Микаэль Виденкеллер (швед. Michael Wiedenkeller; род. 10 января 1963) — люксембургский шахматист, международный мастер (1984).
Чемпион Швеции 1990 года.
Чемпион Люксембурга по рапиду 2008 года.
В составе сборной Люксембурга участник 3-х Всемирных шахматных олимпиад (2010—2014).
Многократный участник Кубков европейских клубов в составе шведской команды «Rockaden Stockholm» (1982—1986, 1993), а также в составе люксембургских команд «Gambit Bonnevoie» (1989, 2000) и «De Sprenger Iechternach» (2005, 2009, 2013, 2015).

## Изменения рейтинга
| Графики недоступны из-за технических проблем. См. информацию на Фабрикаторе и на mediawiki.org. |